# Mercurino Arborio di Gattinara
Mercurino Arborio Gattinara (Gattinara, 10 giugno 1465 – Innsbruck, 5 giugno 1530) è stato un politico, umanista e cardinale italiano, Gran Cancelliere di Carlo V.
Tra gli uomini maggiormente rilevanti nella politica del suo tempo, fu tenace sostenitore e consigliere di Carlo V, dapprima alle corti di Borgogna e Spagna, e poi come cancelliere dell'imperatore, perseguendo e promuovendo il suo ideale della "monarchia universale" di stampo neo-ghibellino.
Nell'ambito religioso, contribuì notevolmente a una mediazione nello scisma luterano con la Chiesa cattolica. La sua influenza sull'imperatore Carlo V ebbe enorme rilevanza in particolar modo per aver riportato in vita un utopico e irrealizzabile disegno universalistico di accentramento del potere in Germania, che sognava di fare del nuovo impero un arbitro morale e politico supremo nei confronti di tutti i regni e principati d'Europa.

## Biografia

### I primi anni
Mercurino nacque il 10 giugno 1465 a Gattinara, residenza della sua famiglia dall'epoca di suo nonno che era divenuto primo podestà della città della sua casata. Mercurino era il primogenito di Paolo Arborio di Gattinara e di Felicita Ranzo, appartenente quest'ultima ad un'illustre famiglia di Vercelli. Il cognome in origine è Arborio Gattinara, mentre dal 1800 è stato aggiunto il predicato "di" (Arborio di Gattinara), ma i documenti fino a metà ottocento riportano "Arborio Gattinara".

### L'inizio della carriera al servizio di Margherita d'Asburgo a Torino
Nel 1479 suo padre morì e Mercurino dovette interrompere i suoi studi e trovare al più presto una soluzione per la sua situazione economica: promise in gran segreto di sposare Andreetta Avogadro, che era orfana e al servizio della sua famiglia. Quando ciò venne scoperto, la madre non mancò di dimostrare il suo dissenso.
Nel 1480 si recò a Vercelli per praticare presso il notaio Pietro Arborio Gattinara, cugino di suo padre. Nel 1489 decise di riprendere i propri studi di legge preso l'Università di Torino anche se ancora una volta la sua famiglia gli fu contraria. Egli per tutta risposta sposò Andreetta Avogadro e con la dote di lei pagò i propri studi ed il trasferimento a Torino presso suo zio paterno Giovanni Arborio, che era giudice in quella città. Dopo aver ottenuto il dottorato nel 1493, fece pratica a Torino dal 1494 al 1501.
Nel 1501 divenne consigliere della duchessa Margherita d'Asburgo, moglie del duca Filiberto II di Savoia e figlia dell'imperatore Massimiliano I d'Asburgo, presso la quale svolse un'opera particolarmente apprezzata anche dopo la morte del marito nel 1504, risolvendo per lei delle controversie createsi su una certa parte della dote concessa anni prima al defunto sovrano. Grazie all'opera del Gattinara, l'anno successivo Margherita ottenne, a vita, l'amministrazione delle contee di Romont e Villars e delle terre di Bresse. La duchessa vedova a questo punto nominò il Gattinara quale avvocato fiscale e presidente di Bresse.

### Presidente del parlamento di Borgogna
Nel 1506 il re Filippo di Castiglia morì lasciando sei figli tutti in giovane età, tra i quali vi era Carlo di Gand, futuro re come "Carlo I di Spagna" e futuro imperatore come "Carlo V del Sacro Romano Impero"; Giovanna, la regina vedova, era malata di una malattia incurabile, mentre il padre di Giovanna, Ferdinando II d'Aragona, appariva ormai vecchio e spesso assente dalla Spagna. Per parte di padre, l'imperatore Massimiliano I d'Asburgo, padre di Filippo, era troppo impegnato nell'amministrazione del suo impero per badare ai nipoti rimasti praticamente orfani, ma fu lui a prendere la decisione che della loro educazione dovesse occuparsi la duchessa Margherita sua figlia. Gattinara venne incaricato direttamente da Margherita di occuparsi della faccenda ed in quasi otto mesi organizzò l'educazione dei giovani. Nel 1508 l'imperatore Massimiliano assegnò alla duchessa Margherita il governo della Borgogna come ricompensa, ed ella nominò il Gattinara alla carica di presidente del Parlamento di Dôle.
Nel frattempo, egli iniziò dei negoziati che porteranno poi alla formazione della Lega di Cambrai. Nel 1509 l'imperatore nominò il Gattinara suo ambasciatore presso re Luigi XII di Francia col proposito di indurre quest'ultimo a trovare un accordo con l'imperatore e col re Ferdinando I d'Aragona per la successione al trono di Castiglia del nipote Carlo. L'accordo venne siglato nell'ottobre di quello stesso 1509 a Blois ed il Gattinara fece ritorno a Dôle nel 1510 per riprendere le sue funzioni di presidente del parlamento di Borgogna, ma nel maggio successivo per incarico imperiale egli fece ritorno in Spagna per velocizzare l'attuazione degli accordi di Blois e nel settembre il patto venne riconosciuto dalle Cortes di Castiglia. Nel 1511 Mercurino Gattinara tornò in Borgogna ove prese residenza stabile acquistando il castello ed il feudo di Chevigny. Malgrado questa sua vicinanza alla politica borgognona, il Gattinara non era particolarmente apprezzato dalla popolazione per la sua amministrazione restrittiva e dovette fronteggiare non poche dispute giudiziarie anche sulla proprietà del proprio castello. Nel 1516 il Gattinara, spossato e irato, si ritirò nel monastero cartusiano di Bruxelles per completare un voto da lui fatto e qui ebbe il tempo per rilassarsi e scrivere un'operetta dedicata al giovane Carlo, nella quale egli presentò la sua teoria sulla monarchia universale che tanto poi ispirerà il sovrano sul trono imperiale. In quello stesso anno, re Ferdinando I d'Aragona morì e Carlo divenne re di Castiglia e di Aragona col nome di Carlo I.

### Al servizio di Carlo V
Il 15 ottobre 1517 Carlo V, da poco divenuto re di Spagna, fece pervenire a Mercurino attraverso suo nonno, l'imperatore Massimiliano d'Asburgo, l'invito a ricoprire l'importante incarico di consigliere e Gran Cancelliere del re. Egli ottenne quindi il consenso del duca di Savoia a lasciare le sue terre per la Spagna. L'imperatore Massimiliano morì nel 1519 ed il Gattinara, convinto sostenitore della monarchia universale, insistette sulla necessità di assicurare al giovane Carlo il supporto della maggioranza dei principi elettori per la sua ascesa al trono imperiale. Grazie dunque anche alla sua opera di mediazione, Carlo divenne imperatore col nome di Carlo V.

#### Guerra d'Italia del 1521-1526
Nel 1521 i francesi invasero la Navarra e Calais (quest'ultima era possedimento inglese all'epoca). Il Gattinara guidò ancora una volta i negoziati per un'alleanza tra Inghilterra, Sacro Romano Impero e Santa Sede contro la Francia. Nella Dieta di Worms, Gattinara presenziò e parlò con grande determinazione cercando una riconciliazione tra i movimenti ribelli e consigliando Carlo V di consentire a Martin Lutero di prendere parte all'assemblea di modo che fosse consentito anche a lui di esprimere le ragioni del suo dissenso di fronte all'intera Dieta convenuta. Mercurino era convinto del fatto che un dialogo franco avrebbe potuto riportare la maggioranza dei luterani in seno alla chiesa cattolica, ma questo non accadde.
Nel 1522 scoppiò un conflitto tra re Francesco I di Francia e Carlo V, fatto che si concluse nel 1525 con la sconfitta dei francesi a Pavia e la cattura dello stesso re Francesco che venne portato prigioniero a Madrid. Malgrado l'opinione contraria del Gattinara, il quale temeva che il re francese non avrebbe rispettato gli accordi, Francesco venne liberato pochi mesi dopo la sua cattura, nel 1526, facendo ritorno nel suo regno e riprendendo le ostilità contro la Spagna.

#### Guerra della Lega di Cognac
Nel corso della nuova guerra scoppiata, si costituì la "Lega di Cognac" composta dalla Francia, dalla Repubblica di Venezia, da papa Clemente VII, da Firenze e dal duca di Milano, Francesco II Sforza, contro l'ingerente strapotere dell'imperatore. Nel maggio del 1527, le truppe imperiali attaccarono Roma e dopo averla saccheggiata (Sacco di Roma) re Francesco I decise di concludere la Pace di Cambrai il 5 agosto 1529, sempre sotto la mediazione del Gattinara.
Attorno al 1529, Mercurino di Gattinara scrisse la propria autobiografia, nella quale per la prima volta abbiamo il dato che fu papa Leone X ad offrirgli il cardinalato per la grande opera che egli aveva svolto in difesa della chiesa cattolica romana. In quello stesso anno il Gattinara aveva inoltre mostrato le proprie capacità e competenze alla Conferenza di Bologna che regolamentò i confini degli stati italiani e nella quale lo stesso Gattinara si impegnò perché all'Ordine Militare di San Giovanni di Gerusalemme venisse concesso il dominio dell'isola di Malta per ricompensarli della recente perdita di Rodi. Quando infine il Gattinara scese in Italia a fianco dell'imperatore in occasione dell'incoronazione di quest'ultimo, papa Clemente VII lo nominò cardinale.
Era un poliglotta in grado di esprimersi in italiano, spagnolo, francese, tedesco ed olandese e tale capacità lo rese particolarmente apprezzato alla corte di Carlo V.

Mercurino Arborio di Gattinara lavorava anche 18 ore al giorno ed aveva come scopo l'insediamento del re come guida politica, spirituale e militare dell'Europa unita, in una visione imperiale che 
()
Durante gli anni da consigliere di Carlo V, il Gattinara riorganizzò l'esercito imperiale e la finanza, emanò leggi a favore dei nativi americani e scrisse un trattato di buon governo.

### Il cardinalato e gli ultimi anni
Pur rimanendo un laico e senza aver mai ricevuto gli ordini sacri da sacerdote, Mercurino di Gattinara venne creato cardinale nel concistoro del 13 agosto 1529 ed il 3 settembre di quello stesso anno ricevette la berretta cardinalizia ed il titolo di San Giovanni a Porta Latina.
Nel 1530, dopo l'incoronazione dell'imperatore Carlo V nella Basilica di San Petronio di Bologna, il Gattinara lasciò l'Italia per presenziare alla Dieta di Augusta, ma morì a Innsbruck prima di raggiungere il Parlamento, il 5 giugno di quello stesso anno. Secondo il suo testamento (stilato il 23 luglio 1529) le sue spoglie vennero portate a Gattinara e sepolte nella locale chiesa di San Pietro, dove arriveranno i Canonici Regolari Lateranensi, nel Convento costruito dal fratello Gabriele, con i lasciti del suo testamento.
A Gattinara è ancora esistente il palazzo della famiglia, con sale affrescate, oggi in parte sede della Associazione Culturale di Gattinara.